# Termogene rastline
Termogene rastline so skupina rastlin, ki so zmožne dvigniti svojo temperaturo nad temperaturo zraka v okolici. Proces termogeneze poteka v mitohondrijih kot sekundarni proces celičnega dihanja, kar omogočajo alternativne oksidaze in razklopitveni proteini, podobni tistim v sesalcih.

## Vedenjska ekologija
Sposobnost termogeneze je bila odkrita v mnogih cvetovih, socvetjih in storžih številnih družin rastlin, med drugim v lotosovkah (Nelumbonaceae), mnogih vrstah kačnikovk (Araceae) ter nekaterih vrstah lokvanjevk (Nymphaeaceae), podraščevk (Aristolochiaceae), palmovk (Arecaceae), ciklantovk (Cyclanthaceae), anonovk (Annonaceae), magnolijevk (Magnoliaceae), zvezdastojaneževk (Illiciaceae), raflezijevk (Rafflesiaceae), vinterjevk (Winteraceae) ter in družine Cycadaceae. Omenjene semenke so relativno na nizki stopnji razvoja, ki imajo mesnate cvetne strukture in so asociirane z hrošči, čebelami ali dvokrilci v vlogi opraševalcev. Socvetje smrdljivke (Amorphophallus titanum) ima celo lijakasto oblikovano socvetje, kar omogoča lažje sočasno širjenje cvetnih vonjav s toplotnimi valovi iz središča socvetja.
Na prvi pogled je pomen termogeneze in nasploh uravnavanje temperature (termoregulacija) v rastlinah težko razložiti, saj je le-ta značilna za toplokrvne (homeotermne) živali, ki imajo v primerjavi s hladnokrvnimi (poikilotermnimi) živalimi višjo in stabilnejšo telesno temperaturo, kar jim omogoča večjo aktivnost v hladnem okolju, v skladu s tem pa lahko najdejo več hrane, lažje tekmujejo za teritorij in samice ter se razmnožujejo hitreje. Rastline so nemobilne, poleg tega pa tudi teorija, po kateri produkcija toplote ojača produkcijo in širjenje cvetnih vonjav, kar naredi rastline privlačnejše za opraševalce, ni dovolj zadosten razlog, saj so pri nekaterih vrstah rastlin neregulirane visoke temperature zadostne za širjenje cvetnih vonjav, kot je razvidno pri Dracunculus vulgaris. 
Po vsej verjetnosti naj bi produkcija toplote primarno služila kot nekakšna nagrada žuželkam za opraševanje, torej naj bi jih v splošnem privabljala. Termogene rastline pogosto oprašujejo hrošči, ki se v cvetovih zadržijo za približno 24 ur. Nazoren primer tega je Philodendron solimoesense: hrošči vrste Cyclocephala colasi se preko noči zadržujejo v cvetu, pri čemer se prehranjujejo z njegovimi deli in se aktivno parijo, za kar je potrebna visoka telesna temperatura. Hrošči sicer lahko samostojno proizvedejo potrebno toploto preko tresave termogeneze s pomočjo letalnih mišic, vendar pri tem porabijo od dva do štirikrat več energije kot pa bi sicer porabili v samem cvetu. Gre torej za poseben primer mutualizma, pri katerem termogene rastline ponujajo opraševalcem v zameno za njihovo delo pri opraševanju neposredno energijo v obliki toplote, za razliko od drugih rastlin, ki opraševalcem ponujajo energijo v obliki nektarja, škroba ali peloda.
Možna teorija je seveda tudi ta, da nastala toplota preprečuje zmrzovanje rastlin in jim tako omogoča preživetje v izjemnih pogojih.

## Fiziološko ozadje
Nekatere termogene rastline so sposobne izjemne termogeneze, kot so kačnikovke, ki lahko zvečajo svojo temperaturo do 35 ºC več od zraka v okolici. Toplota nastaja v t. i. termogenih celicah, pri katerih je energija za celično dihanje navadno pridobljena iz škroba, izjema so le rastline, kot je Philodendron selloum, katera pridobiva energijo za proces iz razgradnje lipidov. 
Prenos elektronov ne teče po običajni poti v dihalni verigi, pač pa po alternativni (tj. na cianid neobčutljivi poti) preko alternativne oksidaze (AOX), ki se nahaja v notranji membrani mitohondrijev. Energija elektronov se tako ne porabi za ustvarjanje protonskega gradienta in se tako sprosti kot toplota. V primeru razgradnje lipidov nastopajo v vlogi odklopnikov razklopitveni proteini (UCP), ki so podobni tistim pri sesalcih v rjavem maščevju.
Respiratorna vrednost (frekvenca dihanja pri največji obremenitvi) termogenih rastlin je najvišja med vsemi rastlinami in celo presega vrednosti nekaterih toplokrvnih (homeotermnih) živali. V skladu s tem so potrebe po kisiku zelo visoke, zaradi česar lahko delni (parcialni) tlak kisika v središču cveta pade na četrtino vrednosti normalnega delnega tlaka kisika v ozračju.
Nekatere vrste termogenih rastlin, kot sta P. selloum in indijski lotos, vzdržujejo konstantno temperaturo ne glede na temperaturo zraka v okolici. V danem primeru narašča respiratorna vrednost linearno v odvisnosti od padca temperature v okolici, povprečna temperatura rastline pa ostaja skorajda konstantna. Iz tega tudi sledi, da mora biti produkcija toplote sorazmerna razliki temperatur med samo rastlino in okolico.